# Слойково (Усвятское сельское поселение)
Слойково — посёлок в Дорогобужском районе Смоленской области России. Входит в состав Усвятского сельского поселения.
Население — 6 жителей (2007 год).
Расположен в центральной части области в 8 км к востоку от Дорогобужа, в 1 км севернее автодороги Р134 «Старая Смоленская дорога», на берегу реки Ужа. В 1 км юго-восточнее посёлка находится одноимённая, более крупная деревня. В 18 км севернее от посёлка находится железнодорожная станция Максимово на линии Москва-Минск.

## История
В годы Великой Отечественной войны посёлок была оккупирована гитлеровскими войсками в октябре 1941 года, освобождена в сентябре 1943 года.